# Beyla (prefectura de Guinea)
Beyla es una prefectura de la región de Nzérékoré de Guinea, con una población censada en marzo de 2014 de 326 082 habitantes. Está formada por las siguientes subprefecturas, que igualmente se muestran con población censada en marzo de 2014:
- Beyla 32,212
- Boola 22,542
- Diara-Guerela 11,340
- Diassadou 16,922
- Fouala 16,619
- Gbackédou 22,474
- Gbéssoba 35,372
- Karala 10,815
- Koumandou 13,119
- Moussadou 15,638
- Nionsomoridou 15,627
- Samana 24,213
- Sinko 80,104
- Sokourala 9,085[1]

## Diatritos
- Beyla
- Boola
- Diara-Guerela
- Diassadou
- Fouala
- Gbackédou
- Gbéssoba
- Karala
- Koumandou
- Moussadou
- Nionsomoridou
- Samana
- Sinko